# Luis de Velasco Rami
Luis de Velasco Rami (Valencia, 26 de enero de 1939) es un economista, ensayista y político español. Tras militar entre 1976 y 1994 en el PSOE, fue miembro de UPyD desde 2008 hasta 2015.

## Biografía
Nacido en Valencia en 1939, comenzó sus estudios en el Colegio El Pilar (Marianistas), para en 1956 estudiar Derecho en la Universidad de Valencia, carrera que terminó en 1961.
Tras dos años de estancia en Dublín y Londres, en 1964 aprobó la oposición de Técnico Comercial del Estado con el número uno de su promoción, pasando a formar parte del equipo del Ministerio de Comercio; a la vez que trabajaba en dicho Ministerio estudió Económicas. Allí llegó a ocupar el cargo de subdirector general. 
Más tarde fue Jefe de la Oficina Comercial de España en Santiago de Chile de 1967 a 1973 y en Malabo de 1979 a 1980. 
Durante su estancia en Chile pudo vivir en primera persona la presidencia de Salvador Allende, lo que reforzó su conciencia política. A su vuelta en 1976 pasó a militar en el PSOE, partido con el que fue Secretario de Estado de Comercio y presidente del Instituto Nacional de Fomento de la Exportación (INFE) (el actual ICEX) entre 1982 y 1986 y diputado por Navarra entre 1986 y 1989. En 1994, hastiado, abandona el PSOE.
Posteriormente pasó formar parte algunos años de la junta directiva de la Asociación ProDerechos Humanos (APDHE), colaboró de manera permanente con los diarios El Independiente y Diario 16, y más tarde con Estrella Digital. Actualmente es colaborador de República.es.
Asimismo, trabajó en la empresa privada de 1989 al 2000.
Más tarde fue jefe de la Oficina Comercial de España en Nueva York del 2000 al 2005. 
De 2005 a 2008 formó parte de Ciudadanos-Partido de la Ciudadanía, y de 2008 a 2015 de Unión Progreso y Democracia (UPyD). En UPyD, fue el número 6 de lista a las elecciones europeas de 2009 y formó parte del Consejo de Dirección del partido magenta, tanto del elegido en el I Congreso en 2009 como del elegido en el II Congreso en 2013.
En de enero de 2009, al cumplir la edad tope reglamentaria de setenta años, fue jubilado. 

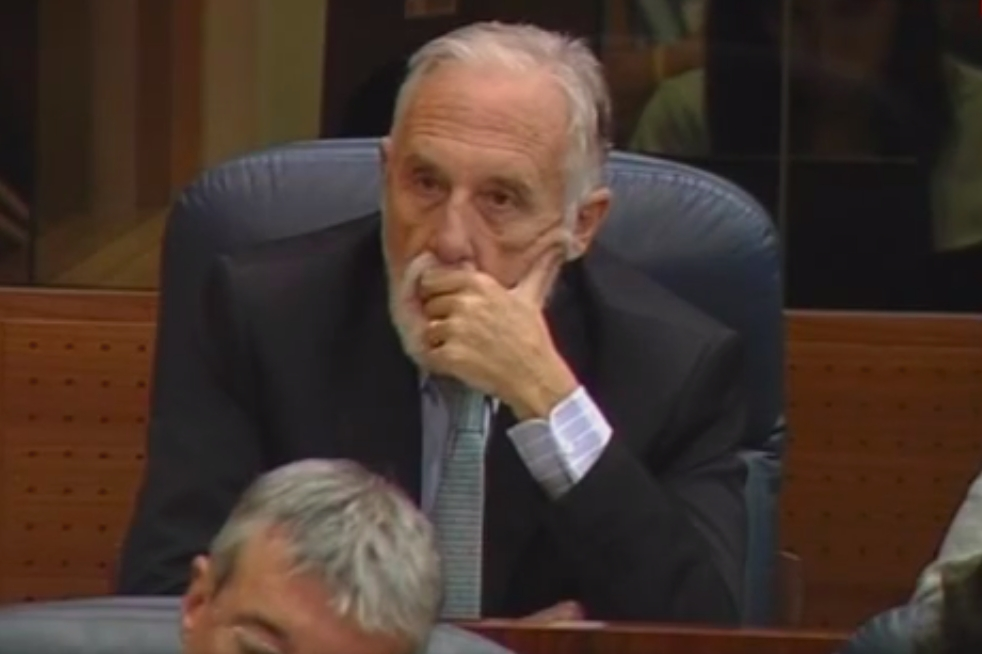
En 2014, durante el debate sobre el Estado de la Región.

El 23 de octubre de 2010 fue elegido cabeza de lista por UPyD a las elecciones a la Asamblea de Madrid de 2011 mediante elecciones primarias.
La candidatura encabezada por Luis de Velasco alcanzó el 6,30% de los sufragios y obtuvo ocho diputados en la Asamblea de Madrid en las elecciones celebradas el 22 de mayo de 2011.
Fue portavoz del Grupo Parlamentario de Unión Progreso y Democracia en la Asamblea de Madrid, donde también ejerció como portavoz en la Comisión de Presupuestos, Economía y Hacienda, y en la Comisión de Control del Ente Público Radio Televisión Madrid.

## Obra
- “Políticas del PSOE 1982-1995. Del “cambio” a la decepción” (1996)
- “La democracia plana” (1999) (en colaboración con José Antonio Gimbernat)
- “No son sólo algunas manzanas podridas. Sobre las causas últimas de la crisis financiera en EEUU” (2010)